# Suzi Quatro
Susan Kay „Suzi” Quatro (Detroit, Michigan, 1950. június 3. –) amerikai énekesnő, zeneszerző, basszusgitáros és színész. Ő az első női basszusgitáros, aki komoly sikereket ért el a rockzenében.
Az 1970-es években a kislemezeivel sorozatos sikereket ért el ami megalapozta a még nagyobb sikert Európában és Ausztráliában, de hazájában, Amerikában nem.
Visszatérő szerepének, mint női basszusgitáros a Happy Days című népszerű tv-sorozatban, köszönhetően, 1979-ben a Chris Normannel duettben előadott Stumblin' In című számmal 4. helyre jutott az amerikai toplistákon.
1973 és 1980 között hat Bravo Otto díjat kapott. 2010-ben beválasztották a Michigan Rock and Roll Legends online Hall of Fame-be. Több mint 50 millió nagylemezt adott el és még mindig turnézik a világ minden részén. Legutóbbi albumát (In the Spotlight) 2011-ben adták ki és saját zenei rádióműsort (Suzi Quatro) vezet a BBC-nél.

## Magánélete
Quatro apai nagyapja olasz bevándorló volt. A családi neve „Quattrocchi”, de a hatóságok lerövidítették, mert túl nehéznek tartották a kiejtését. A katolikus család Detroitban élt, és Suzi is ott született. A három nővérén és a bátyján kívül a család több fogadott gyermeket nevelt. Az apja, Art fél-profi dzsessz-zongorista, a General Motorsnál dolgozott. 
Az anyja magyar származású, Szaniszlay Helén. Az ebben a környezetben nevelkedett Suzi, aki így „nyílt, de magányos” személyiség lett, és csak miután átköltözött Angliába került igazán közel anyjához.
Suzi és nővére Patti alapították meg a Pleasure Seekers nevű rock zenekart, ami később Cradle néven futott. Egy időben a másik két nővére, Nancy és Arlene is játszott a zenekarban.
Arlene nővére, a színésznő Sherilyn Fenn anyja. A másik nővére, Patti átigazolt az első országos sikert elért női együttesbe. a Fanny-ba. A bátyja, Michael, szintén zenész. Suzi 1976-ban összeházasodott a zenekarának gitárosával, Len Tuckey-val, akivel két gyermekük van, Laura (sz. 1982) és Richard Leonard (sz. 1984), s akitől 1992-ben elvált. Gyermekeivel együtt az Essexben vásárolt birtokukon élt 1993-ig, amikor férjhez ment a német koncertszervező Rainer Haashoz. 2006-ban a lányával és unokájával ismét visszaköltözött az essexi uradalmi házba. A gyerekek 2008-ban elköltöztek, Suzi akkor egy ideig hirdette a házat eladásra, mondván hogy „üres fészek szindrómája” van tőle, de továbbra is Essexben él. A férje legtöbbet Hamburgban tartózkodik, van egy nyaralójuk Spanyolországban. Suzi szerint a jó házasságuk titka az, hogy nincsenek túl sokat együtt.

## Pályafutása

### Zenei

#### Kezdeti évek a The Art Quatro Trio-val
- Quatro azt mondja, hogy hatéves korában nagy hatással volt rá Elvis Presley, akit a TV-ben látott.
- Klasszikus zongora és dob kiképzést kapott, de a gitáron és basszusgitáron autodidakta módon tanult meg játszani.
- Az első basszusgitárja egy 1957-es Fender Precision volt, amit az apjától kapott 1964-ben, és amit később Hawaii-on elloptak.
- Egész fiatal korától dobol és tagja volt az apja dzsessz-zenekarának, a The Art Quatro Trio-nak. Különböző forrásoktól függően 7 illetve 8 éves korától zenélt apja zenekarában és a hangszer bongó vagy konga volt.

#### The Pleasure Seekers és Cradle együttesek
Miután a TV-ben látta a The Beatles-t, 1964-ben Patti Quatro és két barátnője megalakította a The Pleasure Seekers lányokból álló együttest. Suzi is csatlakozott a  zenekarhoz és felvette a Suzi Soul (Lélek) művésznevet, míg a nővére Patti Pleasure (Gyönyör)  néven szerepelt. A zenekarban fellépett még egy nővére, Arlene is. Főleg kabarékban léptek fel ahol a megjelenésük volt a fontosabb, nem a zenéjük. Néha miniszoknyában és parókával szerepeltek, amit Suzi később szükséges rossznak tekintett a siker eléréséhez.
Az együttes három kislemezt készített és ebből kettőt kiadott: "Never Thought You’d Leave Me" / "What A Way To Die" (1966) és "Light Of Love" / "Good Kind Of Hurt" (1968). A másodikat a Mercury Records adta ki, amelyikkel egy rövid ideig szerződésük volt, mielőtt véleménykülönbség miatt a jövőjük irányát illetően, kiléptek. 1969-ben nevüket Cradle-re változtatták. Nem sokkal azután másik nővére, Nancy csatlakozott a zenekarhoz mikor Arlene gyermeke szülése miatt kilépett.

#### Együttműködés Mickie Mosttal

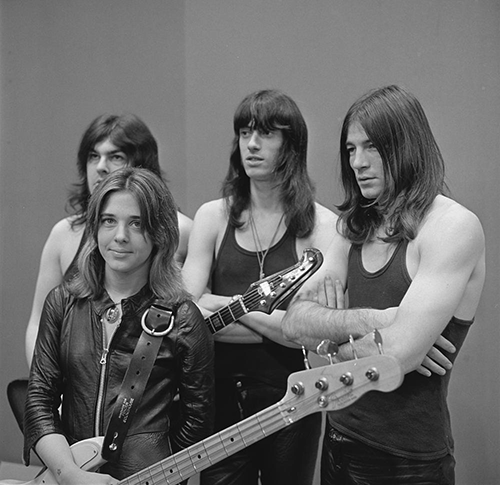
Quatro és együttese (balról jobbra: Len Tuckey-gitár, Suzi Quatro-basszusgitár, Alastair MacKenzie-billentyűsök, Dave Neal-dobok)

Az első kislemeze csak Portugáliában lett igazi siker, ahol első helyet ért el a toplistákon. Ez a lemez egy szólómunka volt de olyanok működtek közre mint Duncan Brown, Peter Frampton és Alan White (a Yes dobosa). Ezután, Mickie Most beleegyezésével, zenészeket hallgatott meg hogy egy kísérő zenekart állítson össze.
Szintén a lemez után mutatta be neki a Nicky Chinn és Mike Chapman zeneszerző-kiadó párost akik hozzá illő számokat írtak neki. Suzi egyetértett Most véleményével ami a saját imázsát illeti, hozzá téve hogy a befolyása nem volt túl erőteljes és „ha belőlem egy Lulut akart volna faragni, nem hagytam volna. Egyszerűen otthagytam volna.”
1973-ban kiadták a második kislemezét a Can the Can-t amivel több helyen Európában az első helyet érte el.
Ezután következett még három siker: 48 Crash (1973), Daytona Demon (1973), and Devil Gate Drive (1974).
A kísérő zenekara ebben az időben a következőkből állott: Alastair McKenzie, Dave Neal és Len Tuckey. Bill Tuckey, Len fivére volt a turné menedzsere.
Ausztráliát kivéve, nem volt sikere a toplistákon egészen addig míg 1978-ban lágyabb stílusra nem váltott a If You Can't Give Me Love számmal, aminek nagy sikere volt Angliában is. Ugyanabban az évben a Chris Normannal duettben előadott Stumblin' In a 4. helyre kapaszkodott az amerikai listákon.

#### Mike Chapman és a Dreamland records
Miután a szerződése Mickie Mosttal lejárt, átigazolt Chapmanhoz.
Az 1980-ban kiadott "Rock Hard" címadó dala és az album is platina lemezt ért el Ausztráliában. A számot felhasználták a "Times Square" filmben is. Ugyancsak ebben az évben látott napvilágot a "Suzi Quatro's Greatest Hits" válogatásalbum, ami az angol toplista 4. helyére jutott s ezzel a Suzi legelőkelőbb helyezését érte ott el.

#### Független művész
Amikor a Chapman lemezkiadója, a Dreamland Records bezárt (1981), Quatro kiadó nélkül maradt.
A legutóbbi angliai sikere a "Heart of Stone" volt 1982-ben. Egy újabb kislemezét, "Main Attraction", 1983-ban adták ki. Nem került be a toplistákra de jelentős rádiós siker lett. Több zenekarral és zenésszel működött együtt, mint a "Bronski Beat", The Kinks, Eddie and the Hot Rods és Dr. Feelgood, a Mark Cunningham által készített verziójában, a David Bowie "Heroes" dalának.
Részt vett a Ferry Aid jótékonysági lemez kiadványán, a Let it Be, amelyik első helyre került Angliában, 13 évvel Quatro legutóbbi 1. helyezése után.
"Naked Under Leather" (Meztelenül a bőrruha alatt) címmel 2005-ben dokumentumfilm készült róla. 2006-ban jelent meg a "Back to the Drive" albuma, amelynek a címadó dalát Chapman írta. 2007-ben lemezre énekelte az Eagles együttes "Desperado" című számát, amit az önéletrajzi kiadványa, az "Unzipped" követett. Lemezeinek eladási száma elérte az 50 milliót.
2010-ben beválasztották a "Michigan Rock and Roll Legends online Hall of Fame"-be.
A tizenötödik stúdióalbuma, "In the Spotlight", 2011-ben jelent meg.
Több mint harminc év után, 2013-ban lépett fel Amerikában amikor megkapta a Detroit Music Awards, Distinguished Lifetime Achievement Award-ot (Kiváló életmű díj), amit testvére Patti adott át neki.

### Színjátszás és rádiós házigazda
Amerikában leginkább úgy ismerik, mint Leather Tuscadero basszusgitárost, a „Happy Days” tv-sorozatból. A film producere Garry Marshall neki adta a szerepet anélkül, hogy meghallgatta volna, miután a lánya szobájának falán látott egy képet róla. Marshall felajánlott egy spin-off sorozatot Suzinak, de ő nem vállalta, mondván nem akarja hogy beskatulyázzák.
Szerepelt a Minder („Dead Men Do Tell Tales”) brit sorozatban, mint Nancy, az énekes Terry (Dennis Waterman) barátnője. 
A Dempsey and Makepeace angol krimi sorozat „Love you to Death”  részében mint Cathy szerepelt 1985-ben. 1994-ben volt egy kámea szerepe az Absolutely Fabulous (Pusszantlak, drágám!), „Hospital” című részében.
Hangját kölcsönözte Rowdy Rio Rogers-nak a Bob the Builder, Built to Be Wild animációs filmben, és szerepelt a Gene Simmons Rock School sorozatában.
A Kisvárosi gyilkosságok (Midsomer Murders) krimisorozat „The Axeman Cometh” (A rocklegenda/Zuhanó üstökös) című részében (2007) Mimi Clifton szerepét játszotta.
Színházban is szerepelt, 1986-ban mint Annie Oakley az „Annie Get Your Gun” londoni előadásán és 1991-ben a címszerepet játszotta a Tallulah Bankhead életéről szóló musicalben. 2008 és 2012 között, Suzi volt a házigazdája a BBC Radio 2, hetenként sugárzott rock and roll programjának.

## Állásfoglalása
Egy interjúban megkérdezték tőle, mi az amit ő elért a női rockzenészekért, úgy általánosságban. A következőt válaszolta: 
Mielőtt megcsináltam amit megcsináltam, nekünk nem volt helyünk a rock 'n' roll-ban. Nem igazán. Volt a Grace Slick meg minden olyan, de én nem azt csináltam.
Én voltam az első akit komolyan vettek mint női rock 'n' roll zenészt és énekest. Ez nem fordult elő korábban. Én a fiúk saját játékát játszottam. Mindenkinek aki azután jött egy kicsivel könnyebb dolga volt, ami persze jó. Büszke vagyok rá. Ha hagyok valami örökséget, akkor ez az. Én ezt nem veszem könnyelműen. Előbb utóbb megtörtént volna. Most 2014-ben lesz 50 éve hogy a munkámat csinálom. Valaki meg kellett csinálja s úgy néz ki nekem jutott mivel én sohasem a nemeket nézem. Soha nem csináltam azt. Meg nem fordult a fejemben hogy ne számoljak le egy 6 láb magas sráccal ha felbosszantott. Én már ilyen vagyok. Ha én szólót akartam játszani a basszusgitáron akkor azt játszottam. Amikor Elvist először láttam, 5 éves lehettem, elhatároztam olyan akarok lenni mint ő, s eszembe sem jutott hogy ő férfi. Ezért kellett valaki olyannak jusson mint én.

## Quatro hatása másokra
Quatro több női zenészre volt hatással.

Chrissie Hynde, a Pretenders alapító tagja, énekes /gitáros Suzit említette mint aki nagy befolyással volt rá.

Tina Weymouth a Talking Heads alapító tagja és basszusgitárosa elmondja, hogy amikor Chris Frantz nem kapott egy basszusgitárost akit érdekelt volna az ő zenéjük, bátorította őt hogy tanuljon meg basszusgitáron játszani és a Quatro lemezeit hallgattatta vele.

Direkt hatással volt a Runaways együttesre és Joan Jett-re.

A skót énekes-zeneszerző és gitáros Kate Victoria "KT" Tunstall egy interjúban elmondta hogy a Drastic Fantastic (2007) lemezborítójának fényképe Quatro-ról ihletődött.

## Humor
- A spanyol Suzy & Los Quattro négy albumot adott ki: Ready To Go, The Singles, Stick With It és Hank. A Ramones stílusában a tagok, Suzy Chain kivételével, a Quattro vezetéknevet használják.
- A dán Suzi & Quadratrødderne (Suzi és a Négyzetgyökök) zenekarnak két albuma jelent meg:  Glimrende (Kiváló) és Absolut Nødvendigt ..! (Feltétlenül szükséges ..!). Ellentétben Quatro-val, ők "glam rock" öltözetben lépnek fel.

## Zenei stílus
Quatro zenéje több műfajra kiterjed:
- Rock
- Glam rock
- Hard rock
- Pop rock
- Garázs rock
- Country rock
- Pszichedelikus rock
- Motown-hangzás
- Musical

## Diszkográfia

### Stúdióalbumok
- Suzi Quatro (1973)
- Quatro (1974)
- Your Mamma Won't Like Me (1975)
- Aggro-Phobia (1976)
- If You Knew Suzi... (1978)
- Suzi...and Other Four Letter Words (1979)
- Rock Hard (1980)
- Main Attraction (1982)
- Annie Get Your Gun – 1986 London Cast (1986)
- Oh Suzi Q. (1990)
- What Goes Around (1996)
- Unreleased Emotion (1998)
- Free the Butterfly (1998)
- Back to the Drive (2006)
- In the Spotlight (2011)
- Quatro, Scott & Powell (2017)
- No Control (2019)
- The Devil in Me (2021)
- Face to Face, (Suzi Quatro és KT Tunstall) (2023)

### Koncertalbumok
- Live and Kickin' (1977)

### Válogatásalbumok
- The Suzi Quatro Story – 12 Golden Hits (1975)
- Suzi Quatro's Greatest Hits (1980)
- The Best of... (1984)
- Highs in the Mid-Sixties, Volume 6 (1984) (The Pleasure Seekers)
- The Wild One – the Greatest Hits (1990)
- The Gold Collection (1996)
- Greatest Hits (1999)
- The History (2010) (Cradle)
- What a Way to Die (2011) (The Pleasure Seekers)
- The Essential (2012)
- The Girl From Detroit City (2014) (4CD/Book Deluxe Box Set Edition)

### Kislemezek
| Év   | A-oldal                                             | B-oldal                                           |
| ---- | --------------------------------------------------- | ------------------------------------------------- |
| 1966 | Never Thought You’d Leave Me (The Pleasure Seekers) | What A Way To Die                                 |
| 1968 | Light of Love (The Pleasure Seekers)                | Good Kind of Hurt                                 |
| 1972 | Rolling Stone                                       | Brain Confusion                                   |
| 1973 | Can the Can                                         | Ain't Ya Something Honey / Don't Mess Around (US) |
| 1973 | 48 Crash                                            | Little Bitch Blue                                 |
| 1973 | Daytona Demon                                       | Roman Fingers                                     |
| 1974 | All Shook Up                                        | Glycerine Queen                                   |
| 1974 | Devil Gate Drive                                    | In The Morning                                    |
| 1974 | Too Big                                             | I Wanna Be Free                                   |
| 1974 | The Wild One                                        | Shake My Sugar                                    |
| 1975 | Your Mamma Won't Like Me                            | Peter, Peter                                      |
| 1975 | I Bit Off More Than I Could Chew                    | Red Hot Rosie                                     |
| 1975 | Michael                                             | Savage Silk                                       |
| 1975 | I May Be Too Young                                  | Don't Mess Around                                 |
| 1977 | Tear Me Apart                                       | Close Enough to Rock 'n' Roll                     |
| 1977 | Make Me Smile (Come Up and See Me)                  | Same As I Do                                      |
| 1977 | Roxy Roller                                         | I'll Grow on You                                  |
| 1978 | If You Can't Give Me Love                           | Cream Dream / Non-Citizen (US)                    |
| 1978 | The Race Is On                                      | Non-Citizen                                       |
| 1978 | Stumblin' In (Chris Normannal)                      | A Stranger with You                               |
| 1979 | Don't Change My Luck                                | Wiser Than You                                    |
| 1979 | She's in Love with You                              | Space Cadets / Starlight Lady (US)                |
| 1980 | Mama's Boy                                          | Mind Demons                                       |
| 1980 | I've Never Been in Love                             | Starlight Lady / Space Cadets (US)                |
| 1980 | Rock Hard                                           | State of Mind                                     |
| 1981 | Glad All Over                                       | Ego in the Night                                  |
| 1981 | Lipstick                                            | Woman Cry                                         |
| 1982 | Heart of Stone                                      | Remote Control                                    |
| 1983 | Down at the Superstore                              | Half Day Closing (Down at the Superstore)         |
| 1983 | Main Attraction                                     | Transparent                                       |
| 1984 | Can the Can (újra kiadás)                           | Devil Gate Drive                                  |
| 1984 | I Go Wild                                           | I'm A Rocker                                      |
| 1985 | Tonight I Could Fall in Love                        | Good Girl (Looking for a Bad Time)                |
| 1986 | Heroes (David Bowie)                                | A Long Way To Go / The County Line                |
| 1986 | I Got Lost in His Arms                              | You Can't Get a Man with a Gun                    |
| 1986 | Wild Thing                                          | I Don't Want You                                  |
| 1987 | Can the Can (újra kiadás)                           | Devil Gate Drive                                  |
| 1987 | Let It Be (Ferry Aid)                               | Let It Be (Gospel Jam Mix)                        |
| 1988 | We Found Love                                       | We Found Love (zenekari)                          |
| 1989 | Baby You're A Star                                  | Baby You're A Star (zenekari)                     |
| 1991 | Kiss Me Goodbye                                     | Kiss Me Goodbye (zenekari)                        |
| 1991 | The Great Midnight Rock 'n' Roll House Party        | Intimate Strangers                                |
| 1992 | Love Touch (single verzió)                          | We Found Love                                     |
| 1992 | Hey Charly                                          |                                                   |
| 1992 | I Need Your Love                                    | The Growing Years                                 |
| 1993 | Fear of the Unknown (rádió verzió)                  | And so to Bed                                     |
| 1994 | If I Get Lucky (rádió verzió)                       | If I Get Lucky (hosszú verzió)                    |
| 1994 | Peace on Earth (Rádió verzió)                       | Frosty the Snowman                                |
| 1995 | What Goes Round (rádió verzió)                      | Four Letter Words (remix)                         |
| 1996 | If You Can't Give Me Love (remix)                   | Empty Rooms                                       |
| 2006 | I'll Walk Through the Fire with You                 |                                                   |
| 2009 | Singing with Angels                                 |                                                   |
| 2011 | Whatever Love Is                                    |                                                   |

## Filmográfia

### Televízió
- Happy Days (hét rész, 1977–1979)
- Minder (egy rész, 1982)
- Dempsey and Makepeace (egy rész, 1985)
- Absolutely Fabulous (egy rész, 1994)
- Kisvárosi gyilkosságok (Midsomer Murders) (X. évad, 4. rész, 2007)
- Vendégszereplések:
- Countdown (hat rész, 1997)
- Gene Simmons' Rock School (egy rész, 2006)
- Trust Me – I'm a Beauty Therapist (2006)
- Australian Idol (egy rész, 2009)
- RocKwiz (egy rész, 2011)
- Spicks and Specks (egy rész, 2014)

### Film
- Bob the Builder – Built to Be Wild (Rio Rogers hangja, 2006)

## Könyvek
- Unzipped (2007)
- Through My Eyes (2014)

## Díjak és kitüntetések

### Bravo Otto
Bravo a legnagyobb tini lányokhoz szóló német nyelvű magazin Európában. Az olvasók szavazzák meg minden évben a Bravo Otto díj nyerteseit.
Suzi Quatro az alábbi díjakat kapta:
- 1973 – Arany, női énekes
- 1974 – Arany, női énekes
- 1975 – Bronz, női énekes
- 1978 – Bronz, női énekes
- 1979 – Bronz, női énekes
- 1980 – Ezüst, női énekes

### A Brit Pop királynője
2009-ben Quatro az egyike lett a tizenkét "Queens of British Pop"-nak (brit pop királynői) akiket a BBC TV választ.

## Fordítás
- Ez a szócikk részben vagy egészben  a   Suzi Quatro című angol Wikipédia-szócikk fordításán alapul.  Az eredeti cikk szerkesztőit annak laptörténete sorolja fel. Ez a jelzés csupán a megfogalmazás eredetét és a szerzői jogokat jelzi, nem szolgál a cikkben szereplő információk forrásmegjelöléseként.